# 제2차 엘 알라메인 전투
제2차 엘 알라메인 전투는 제2차 세계 대전 당시 북아프리카 전역의 결정적인 전투라고 할 수 있다.
영국군이 이탈리아령 리비아에 진격에 진격을 가해 동맹국 이탈리아가 위험해지자 나치 독일의 아돌프 히틀러는 에르빈 롬멜 장군에게 5만 명의 군사를 주며 북아프리카 전선에서 이탈리아를 도와 영국 등 연합군을 무찌르라는 명령을 받고 파병된다. 롬멜과 그 군사들은 북아프리카 전선으로 파병되어 영국군을 이집트로 밀어붙이는 사이 맞설준비를 하는데 이때 북아프리카 주둔 영국군이 돌연 반격을 가해 900문의 대포를 일제히 쏘아 대면서 전투는 시작되었다
1942년 8월 ~ 10월 사이에 영국군의 증원군이 매일 엘 알라메인에 도착했고 병력 4만 1000명, 대포 800문과 1,000대의 전차가 보충됐고, 그 전차들 중에는 미국의 M4 셔먼 전차 300대도 포함돼 있었다. 그런데 롬멜은 M4 셔먼와 성능이 비슷한 4호 전차를 불과 30대 밖에 보유하지 못했다. 8월 13일, 지난 7개월 동안 궤멸 직전의 타격을 받은 영국군 제8군 사령관으로 버나드 로 몽고메리 장군이 부임했다. 몽고메리는 전임자 클로드 오킨레크의 후퇴계획을 보고 고함을 버럭 질렀다. “그따위 계획은 있을 수 없다. 10ｍ라도 후퇴할 때는 우리 병력이 반 이상 줄어들었을 때다.” 그리고 그는 패배 의식에 젖어 있는 부하들의 사기를 진작시키고 서두르지 않고 용의주도하게 준비해 나갔다.
8월 30일 밤, 롬멜은 몽고메리의 제8군을 공격했고 작전의 성패는 속도에 달려 있다. 그러나 접근로에 매설된 지뢰를 제거하는 데 하룻밤을 소비했다. 가까스로 그곳을 돌파, 알람 엘 할파 능선을 공격할 때 불행히도 몽고메리의 매복에 걸리고 말았다. 몽고메리가 그곳에 미국제 M3 그랜트 전차를 숨겨놓고 기다리고 있었다. 독일군은 49대의 전차를 잃고 퇴각하고 말았다. 그 후 롬멜은 전투력의 열세·보급지원의 악화 등을 고려해 엘 알라메인을 고수하기로 방침을 굳혔다. 그리고 아프리카 군단의 방어 전면(全面) 60km 에 8km의 폭으로 50만발의 지뢰를 매설, 소위 `악마의 뜰'을 만들었다. 영국군이 서쪽으로 진격하려면 이곳을 돌파하지 않고는 갈 수 없도록 돼 있었다. 그 당시 제8군과 아프리카 군단의 수치상 전투력 비는 2대 1이었다. 즉 병력은 19만 5000명 : 10만 4000명이었고 중형전차는 1029대 : 469대였다. 보급사정도 제8군은 원활했으나 아프리카 군단은 고초를 겪고 있었다. 독일군의 보급물자는 480km 떨어진 토브룩, 960km 떨어진 벵가지, 더 멀리는 1920km 떨어진 트리폴리 항구에 양륙한 다음 트럭을 이용해 사막길로 수송해야 했는데, 도중에 영국 공군의 공습을 받기도 했다. 롬멜이 필요로 하는 보급물자는 월 3만 톤이었으나 실제로 받은 것은 6,000 톤에 불과했다. 그런데 문제는 또 엉뚱한 데서 발생했다. 영국군이 만반의 준비를 갖추고 공격을 감행하려 할 무렵 공교롭게도 롬멜이 발병(發病), 치료차 본국으로 가게 됐고 후임으로 아랫배가 처진 게오르크 시투메 대장이 부임했다.
몽고메리는 공격 개시일을 10월 23일로 정하고 주공을 북쪽의 가장 강력한 방어진지로 택했다. 엘 알라메인 전투는 오후 9시 30분 영국군의 폭격기로부터 시작됐고 곧 이어 900문의 대포가 불을 뿜었다. 독일 방어진지의 지뢰와 철조망 조각들은 공중으로 솟아올랐고 포탄 폭풍에 병사들은 흔적도 없이 사라졌다. 포사격 수초 만에 독일 통신시설이 박살이 나버렸다. 통신이 불통인 상황에서 아프리카 군단의 시투메는 뷔휘팅 대령을 대동하고 전선을 확인하기 위해 출발했다. 포연과 모래먼지 속에서 작렬하는 탄막을 뚫고 달리던 지휘차는 오스트레일리아군의 기관총 세례를 받고 말았다. 총탄을 맞은 뷔휘팅이 절명하고 시투메는 그 충격으로 심장병이 발작해 죽고 말았고 시투메 대장은 실종으로 보고됐다. 반면 영국군도 지뢰 때문에 예상 밖의 병력 손실이 발생했고 모든 계획이 틀어지고 있었다. 지뢰와 같이 묻어둔 110kg 짜리 폭탄은 1개 소대 장병 30명을 순식간에 하늘로 날려버렸다. 제42 스코틀랜드 연대의 1개 대대에서는 새벽이 오기 전까지 7명의 향도 장교가 사망 또는 중상을 입었다.
그러나 영국군에 이 전투 최대의 위기는 10월 24일 ~ 10월 25일 밤에 벌어졌다. 엘 알라메인 전 지역이 거대한 살육장으로 변한 아비규환 속에서 공격하는 영국군이나 방어하는 독일군 어느 쪽도 승패의 결과를 예측할 수 없었다. 25일까지 영국군 보병은 6,000명 이상이 전사하거나 중상을 입었고 전차는 130대가 파괴됐다. 몽고메리의 참모장과 제10·제30군단장은 더 이상의 공격은 무리라고 보고 몽고메리에게 작전을 중지하고 철수해야 한다고 건의했다. 이때 몽고메리는 이렇게 응대했다. “아직도 사용 가능한 전차가 900대나 있다. 그것들은 소모품이다.” 25일 에르빈 롬멜은 완쾌되지 않은 몸을 이끌고 격전장으로 다시 돌아왔다. 그러나 이미 전세는 기울었고 탄약·전차 연료가 바닥났다.
10월 26일 영국의 제9사단(오스트레일리아군)이 북쪽에서 8km의 지뢰밭을 돌파했다. 롬멜은 오스트레일리아군의 돌파가 무엇을 의미하는지 잘 알고 있었다. 롬멜은 예비인 제90경기갑사단을 투입하고 남방 50km 지역에 있던 제21기갑사단에 북쪽으로 이동할 것을 명령했다. 롬멜은 북쪽에 투입한 사단들이 더 이상 급한 곳이 있다 하더라도 되돌아갈 연료가 없다는 것을 알고 있었다. 롬멜이 정예부대를 북쪽에 투입한 사실을 간파한 몽고메리는 북쪽의 주공부대를 현재 위치에서 남쪽으로 8km 지점인 독일군과 이탈리아군의 경계선 쪽으로 이동시켰다. 11월 2일 오전 1시, 영국군의 대포 360문이 사막의 싸늘한 밤을 찢었다. 강철 방패 같은 탄막이 3분 간격으로 90ｍ씩 앞으로 나아갔고 엄청난 포탄이 지뢰와 철조망을 헤집어 놓았다. 오전 5시30분 전차가 길을 열어놓은 보병 사이를 뚫고 전진했다. 독일군의 대전차포는 돌진해오는 영국군 제9기계화여단의 전차를 차례로 격파했다. 제9기계화여단은 적진에 돌입해보지도 못하고 뭉그러지고 말았다. 그래서 몽고메리는 2개 여단의 전차를 새로 투입했고 롬멜도 2개 기갑사단으로 하여금 양측에서 반격토록 했다. 전차와 전차의 불꽃 튀는 전투는 하루 종일 계속됐다. 전투가 끝날 무렵 독일군의 전차는 35대로 줄어들었다. 피할 수 없는 냉엄한 현실이 롬멜의 눈앞에 다가왔다.
전투가 말기로 치솟을 무렵 추축군도 피해도 컸지만 영국, 호주, 뉴질랜드 연합군 역시 피해가 막심하기는 마찬가지였다. 독일군의 사상자는 3만 명에 포병 전력은 전체의 88%가 괴멸되었다고 한다. 영국군의 사상자는 1만 5,000 명이었으며 특히 기갑 전력의 피해가 극심하여 상당수의 영국군 기갑 부대가 아예 전멸해 버렸다. 그러나 포기하지 않으려는 롬멜 장군은 어떻게 하든지 나머지 병력을 리비아로 귀환시키기 위해 최선을 다해 전략을 짜고 후퇴를 개시했다. 우선 서쪽으로 400km 떨어진 샬롬파 할파야 고개까지 후퇴하여 그곳에 매복하여 자신의 군대를 추격하는 영국군을 기습하여 크나큰 피해를 주었다. 그리고 영국군이 독일군에게 큰 타격을 줄 기회는 몇번이나 있었지만 전투 후의 혼란에서 벗어나지 못한 탓에 독일군은 튀니지로 무사히 후퇴한다. 그러나 미국, 영국, 자유 프랑스 연합군이 11월 8일 모로코의 오랑과 카사블랑카에 상륙하는 횃불 작전이 시작되자 트리폴리를 거쳐 튀니지까지 장기후퇴를 결심했었던 롬멜은 더 이상 북아프리카 전선을 추축국에게 유리하게 전개할 수 없다고 판단했고, 철수는 절대 안된다는 히틀러의 말을 무시한 채로 11월 2일에 철수를 시작하고 나중에는 히틀러도 11월 3일에 이 철수를 인정한다. 결국 추축군이 전투에서 패배한 것이다.
롬멜이 북아프리카 전선의 철수를 결정하고 전쟁물자와 병사들이 하나하나 북아프리카를 떠나고, 1942년 11월에는 미국 - 영국, 자유 프랑스군이 모로코의 카사블랑카 해안지대에 상륙작전을 감행한 횃불 작전이 성공했다. 그들은 진격에 진격을 거듭하였고 연합군이 1943년 5월 13일에 튀니지 전역에서 승리함으로써 북아프리카 전역은 막을 내리게 된다. 이후 1943년 7월 10일에 연합군의 허스키 작전으로 이어져 연합군이 이탈리아 시칠리아섬에 상륙한다. 그리고 이로 인해 히틀러는 동부 전선에서 쿠르스크 전투에 파병된 독일 병사들을 이탈리아를 지킨다는 명목으로 군사를 빼돌려 쿠르스크 전투의 패배를 자초하였고 독일군의 지원과 많은 병력 파병에도 불구하고 이탈리아는 연합군에 1943년 9월 8일 항복하고 만다.

## 같이 보기
- 제1차 엘 알라메인 전투